# Djireib
Djireib (ou Djiraib) est une localité du Cameroun située à proximité du lac Tchad dans le département du Logone-et-Chari et la Région de l'Extrême-Nord. Il fait partie de la commune de Darak.

## Population
Le recensement de 2005 distingue trois villages du même nom : Djireib Hamid (28 habitants), Djireib I (486) et Djireib II (169).